# Фетиш повітряних кульок

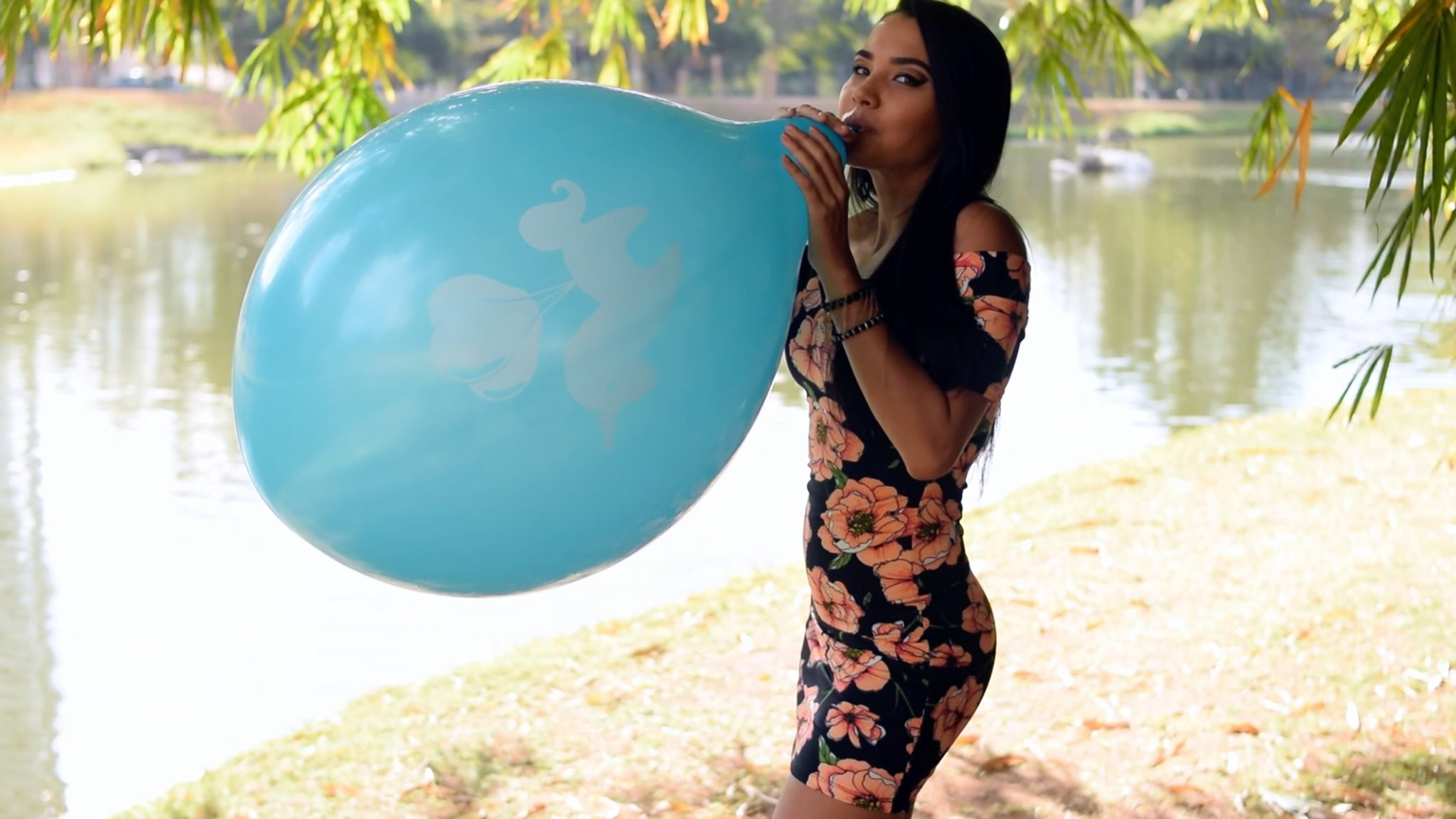

Фетиш повітряних кульок — це фетиш, при якому людина відчуває незвичайне захоплення повітряними кульками або пов'язане з ними, що викликає сексуальне збудження або стимуляцію. Багато людей з цим фетишем випадково називають себе «лунерами» («looner» корінь від слова «balloon»). Сам фетиш сильно відрізняється від людини до людини, деякі люди отримують задоволення лише від самого надування повітряних куль або споглядання за надуванням повітряних кульок протилежною статтю, тоді як інші отримують задоволення від акту лускання різними способами, тоді як треті просто знаходять стимуляцію в кольорі, прозорість, запах, тактильне відчуття, звук і рух самої повітряної кульки. Цей фетиш розповсюджений у більшості випадків у чоловіків, але є серед «лунерів» і жінки.
Життєвий цикл повітряної кулі має чотири фази: надування (надування її якимось способом), захоплення (дивлення на неї), взаємодія (дотик, рух, спостереження) і руйнування (здування, лускання, випускання). Будь-яка або всі ці фази можуть становити головний інтерес фетишиста повітряної кулі, тоді як решта є просто безкоштовними. «Лунери» поділяються на два різні табори, попперів («popper» — лускати) і непопперів («non-popper» — не лускати), і їхні фокуси розглядаються як кардинально різні.
Поппер в першу чергу збуджений від того, що лопнула повітряна куля, як від очікування, так і від чуттєвого досвіду самого вибуху. Однак спосіб, за допомогою якого повітряна куля лускає, може значно відрізнятися. Деяким людям подобається «дути до лускання», під час якого повітряна кулька постійно надувається, поки вона остаточно не лопне, і зазвичай найбільше задоволення отримує від партнера чи представника тієї статі, до якої приваблює поппер. Деяким людям подобається переглядати різноманітні форми еротичного поппінгу за допомогою таких предметів, як сигарети та шпильки, на додаток до більш фізично залучених і сексуально стимулюючих методів, таких як сидіння, обійми, стискання, топтання, кігтями тощо. У всіх цих випадках основний поппер інтерес полягає в формуванні очікування та сексуальної напруги, яка вибухає в будь-який момент.
Не-поппер, з іншого боку, не любить (часто палко) руйнувати повітряну кулю, а замість цього вирішує милуватися нею та взаємодіяти з нею. Цей тип лунерів є набагато різноманітнішим та більш індивідуалістичним у своїй переважній взаємодії. Практики можуть варіюватися від простого надування та тримання повітряних кульок для задоволення, до спостереження за іншими людьми, які взаємодіють з повітряними кулями, до розміщення повітряної кульки під вашими статевими органами та підстрибування на ній, відоме як бухання або верхова їзда. До популярної підгрупи тих, хто не попперсує, входять люди, які люблять набивати, вчинок, під час якого носять мішкуватий одяг і надувають повітряні кульки всередині одягу, щоб максимізувати тактильні відчуття від контакту з об'єктом на додаток до відчуття долається об'єктом.
Єдиною явною схожістю в практиках обох цих груп є загальна перевага залучення сексуального партнера до бажаної діяльності як спостерігача або активного учасника. Часто з партнером сексуальна подія, пов'язана з повітряними кульками, стає другорядною по відношенню до самого статевого акту та просто прелюдії.

## Похідні
Фетишизм повітряних кульок пов'язаний із великою кількістю інших фетишів, у тому числі фетишизмом грудей (через форму та відчуття, які мають повітряні кульки та груди), фетишизмом взуття (зазвичай тими, хто любить дивитися, як топчуть повітряні кульки), фетишизмом збільшення грудей та фетишизмом інфляції (через інфляцію, зростання тощо), макрофілія (для людей, які віддають перевагу величезним повітряним кулькам), фетишизм куріння (зазвичай для людей, які люблять бачити, як повітряні кульки лускаються сигаретами) та багато іншого. Кожен «лунер» унікальний і тому може мати багато інших пов'язаних фетишів або не мати їх взагалі. Єдиним спільним у вокальному співтоваристві фетишів повітряних куль у цьому регарді[прояснити: ком.] є те, що фетишизм повітряних куль є центром уваги, а всі інші фетиші просто посилюють їхній основний інтерес.
Фетиші, пов'язані з надувними об'єктами, тісно пов'язані з фетишизмом повітряних куль Пінкі Пая, зокрема фетишизм надувних тварин (надувні ПВХ у формі тварин) та іграшки для басейну, такі як пляжні м'ячі та кільця для плавання. Однак для фетишистів-фетишистів повітряних куль набагато частіше насолоджуються надувними ПВХ, ніж навпаки.
Фетишизм повітряних кульок, здається, вибухнув у популярності з поширенням Інтернету не тому, що фетишисти виявили інтерес, а тому, що вони виявили, що вони не самотні. Зокрема, група Balloon Buddies, клуб листування для фетишистів повітряних куль, заснований у 1976 році, з'явився в Інтернеті в 1994 році, об'єднавши сотні людей на відкритому форумі. Багато фетишистів повітряних куль відчувають себе дуже некомфортно та не по-чоловічому через свою заклопотаність повітряними кулями, що робить онлайн-форуми, такі як Balloon Buddies, місцем, де люди можуть примиритися з ними та зрештою прийняти їхній інтерес.
Наприкінці 90-х років у США з'явилося кілька веб-сайтів, присвячених саме фетишистам повітряних куль, більшість із яких існують і донині. Оскільки сайти обслуговують сексуальний фетишизм, ці сайти вважаються порнографічними за своєю природою, однак деякі сайти не пропонують вміст оголеного тіла взагалі, тоді як інші пропонують лише мінімальну кількість оголеного тіла, зазвичай чітко окреслене на даному сайті. Сайти зазвичай заповнені зображеннями, відео та історіями жінок; однак існують чоловічі сайти, як правило, спрямовані на геїв-одинаків.
Крім веб-сайтів і спільнот, наприкінці 90-х років з'явилося кілька магазинів, які обслуговували потреби любителів повітряних куль. Фетишисти повітряних куль, як правило, чітко визначають, які саме форми, кольори та марки кульок їм подобаються. Багато настільки специфічні в своїх уподобаннях, що тільки специфічні якості повітряної кулі здатні їх збудити. Такі бренди, як Qualatex, є найбільш популярними через їх міцність і якість. Мало того, що лунери чітко вибирають, що вони купують, але й більші повітряні кульки (16", 24", 36" і більше) популярні, але їх дуже важко знайти в звичайних вечіркових магазинах. Крім того, ці онлайн-магазини зазвичай гарантують анонімність; Для багатьох лунерів захід у магазин для вечірок схожий на відвідування магазину для дорослих і може бути нервовим.
Незважаючи на те, що повітряні кулі зазвичай використовуються для дитячих ігор або прикраси, фетишизм повітряних куль не пов'язаний з педофілією. Натомість, як правило, саме ці два невинних і звичайних використання викликають фетиш, який стає очевидним лише після статевої зрілості. Ці випадки є звичайними і узгоджуються з висновками Зигмунда Фрейда, який вважав, що фетиші зазвичай є результатом дитячої травми. Подальші докази цього зазвичай можна побачити на популярних форумах фетишизму повітряних куль і в списках розсилки, коли нові учасники переказують свої історії та розкривають частини свого минулого, щоб зрозуміти та дослідити власні інтереси.